# سابرينا سييرا
سابرينا سييرا بارا (بالإسبانية: Sabrina Seara Parra) (ولدت في 27 مارس 1985 في كاراكاس، فنزويلا) ممثلة تيلينوفيلا فنزويلية.

## روابط خارجية
- سابرينا سييرا على موقع IMDb (الإنجليزية)
- سابرينا سييرا على موقع قاعدة بيانات الفيلم (الإنجليزية)

- Sabrina Seara في قاعدة بيانات الأفلام على الإنترنت